# ヘギス・アウグスト・サウマッゾ
ヘギス（Régis）ことヘギス・アウグスト・サウマッゾ（ポルトガル語: Régis Augusto Salmazzo、1992年11月30日 - ）は、ブラジルのサッカー選手。ポジションはMF。

## クラブ歴
サンパウロFCの下部組織出身。2013年のシーズン前にパウリスタFCに期限付き移籍し、1月20日にカンピオナート・パウリスタでカサドと交代し選手デビュー。9月27日にカンピオナート・ブラジレイロ・セリエBのアメリカ・ジ・ナタールに期限付き移籍。11月12日にプロ初得点。
2014年1月23日に投資ファンドによってアソシアソン・シャペコエンセ・ジ・フチボウに6ヶ月在籍することとなった。カンピオナート・カタリネンセでは得点王に輝いたものの、7月2日に4年契約でスポルチ・レシフェに移籍した。8月17日にカンピオナート・ブラジレイロ・セリエA初得点。翌年には出場機会を増やしたものの、ジエゴ・ソウザとマルローニの控えというポジションであった。2015年12月18日に1年の期限付き移籍でSEパルメイラスに移籍。しかし出場機会に乏しく、5月24日に1年半の期限付き移籍でECバイーアに移籍。2018年に完全移籍した。

## タイトル
バイーア
- コパ・ド・ノルデスチ: 2017, 2018
- カンピオナート・バイアーノ: 2018

コリンチャンス
- カンピオナート・パウリスタ: 2019